# Festival Caledonia

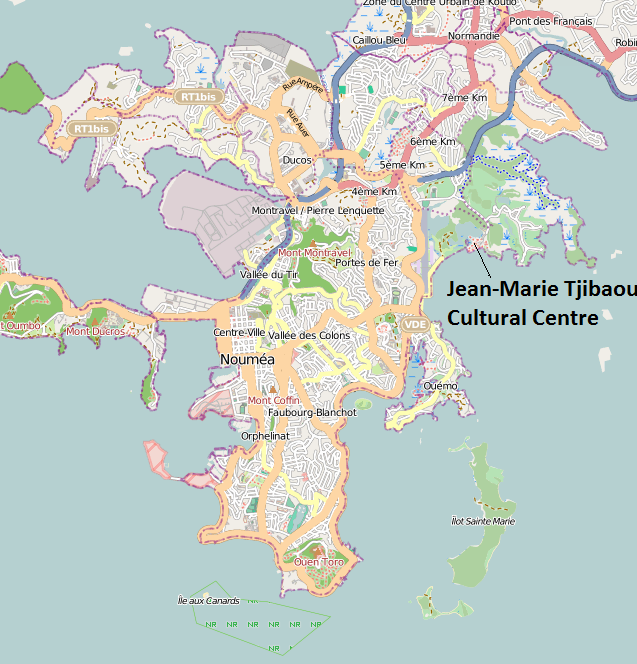
Lage des Tjibaou-Kulturzentrums

Das Festival Caledonia ist eine mehrtägige öffentliche Veranstaltung in Neukaledonien, welche die Kulturen der unterschiedlichen Bevölkerungsgruppen des Territoriums präsentiert und ihren Austausch fördert. Es wurde 2022 gegründet und findet jährlich um den Feiertag Fête de la Citoyenneté am 24. September statt. Auf ihm werden traditionelle Tänze, Konzerte, Gesänge, Vortragskünste und Modenschauen vorgestellt. Außerdem gibt es verschiedene Ausstellungen und Stände mit Kunsthandwerk. Hauptveranstaltungsort ist das Tjibaou-Kulturzentrum in Nouméa, einige Ausstellungen finden auch an anderen Orten statt. Um alle Bevölkerungsschichten daran teilnehmen zu lassen, wird kein Eintritt erhoben.

## Geschichte
Das Festival Caledonia geht auf den Geist des Festival Melanesia 2000 von 1975 zurück, das von Jean-Marie Tjibaou organisiert wurde, um die Kultur der Kanak zu präsentieren. In der neuen Version soll es nun alle Kulturen und Gemeinschaften Neukaledoniens repräsentieren, d. h. auch die Bevölkerungsteile europäischer, polynesischer und asiatischer Abstammung. Unter der Ägide der Regierung bereitete ein Komitee bestehend aus Mitgliedern der verschiedenen Gemeinschaften, des Sénat coutumier, des Kongresses von Neukaledonien und der Provinzen das Festival vor. Zum Präsidenten wurde Tim Sameke ernannt. Seine Gründung wurde am 12. September 2022 bekanntgegeben. Das erste Festival fand vom 22. bis 25. September 2022 statt und zog über 10.000 Besucher an.

## Resonanz
Von den verschiedenen politischen Vertretern wurde das Festival sehr positiv beurteilt. Louis Mapou, Regierungschef des Territoriums, erklärte, das multikulturelle Fest würdige die Beiträge aller Gemeinschaften zur Geschichte und Kultur und trüge dazu bei, den Prozess der identitären Eigenverantwortung zu begleiten. Nicolas Metzdorf, neukaledonischer Abgeordneter der französischen  Nationalversammlung, sieht darin die Symbolkraft einer Zusammengehörigkeit aller Neukaledonier, egal welcher politischen Ausrichtung oder Ethnie. Das Festival belege, dass diese Einheit  nicht die Verwässerung der einzelnen Kulturen oder Gemeinschaften bedeutet.